# Бихар
Бихар (на хинди: बिहार; на английски: Bihar) е многонационален щат в североизточна Индия. Столица и най-голям град е Патна. Населението на щата наброява 103 804 637 души (3-то място в Индия) към 2011 г. Площ – 94 164 км² (12-о място).